# Matzenheim
Matzenheim település Franciaországban, Bas-Rhin megyében. Lakosainak száma 1504 fő (2022. január 1.). Matzenheim Sand, Gerstheim, Osthouse és Uttenheim községekkel határos.

## Népesség
A település népességének változása:
| Lakosok száma | 1411 | 1415 | 1523 | 1429 | 1459 | 1461 | 1475 | 1490 | 1504 |
|               | 2013 | 2015 | 2016 | 2017 | 2018 | 2019 | 2020 | 2021 | 2022 |